# Battletoads & Double Dragon: The Ultimate Team
Battletoads/Double Dragon: The Ultimate Team es un videojuego de tipo beat 'em up que presenta un crossover entre la saga de Battletoads y Double Dragon.
Lo novedoso de este juego, es que al fusionar dos sagas de videojuegos, se debía combinar su argumento y sus personajes, por lo que se puede escoger entre cualquiera de los Battletoads o de los hermanos Lee, los Double Dragons. El juego conserva en gran parte el toque humorístico de Battletoads. Podemos ver enemigos de ambas sagas, con los que nos deberemos enfrentar.

## Argumento
Dark Queen, enemiga principal de los Battletoads, hizo un pacto de alianza con Shadow Boss, el enemigo principal de los Double Dragon. De esta forma, pretendían conquistar juntos la tierra y posteriormente el universo.
Para evitar esta gran amenaza, los Battletoads y los Double Dragons también hicieron una alianza, para luchar juntos contra sus enemigos.

## Jugabilidad
El juego se asemeja en ciertos aspectos con su predecesor. La música tiene una tonalidad un poco más oscura dándole un toque de suspenso. Pimple es personaje jugable en esta entrega y al igual que los hermanos Lee, las tres ranas presentan las mismas ventajas y desventajas salvo su apariencia física y color, aunque los Lee reaccionan más rápido al ser golpeados y las ranas son algo lentas compensadas por su potencia. Los ataques son más variados, se eliminan las mariposas de la entrega anterior las cuales proporcionaban energía y fueron reemplazadas por contenedores de ítems ya sean de aumentar la puntuación, recarga de energía, vidas extra y un pequeño chip que hace que el personaje sea invencible por un corto período de tiempo. Por supuesto, la extrema dificultad que caracteriza este juego aún está presente.

## Niveles
A diferencia de su predecesor, sólo hay dos niveles de desplazamiento con vehículos, las motos deslizantes y una nave espacial, el resto se enfoca más en combates de cuerpo a cuerpo.
- 1 - Tail of the Ratship: La batalla comienza en el exterior de la nave espacial Colossus, varios enemigos de la saga Double Dragon y pequeños Blasters constituyen la defensa. El primer jefe es Abobo, quien ataca con puños.
- 2 - Blag Alley: Más enemigos de ambas franquicias aparecen. Durante el camino, algunos de estos se esconden tras los ascensores para arrojar dinamita, sólo hay que arrojárselas de vuelta para continuar. La parte final es similar al tercer nivel del juego original Battletoads, aunque esta no es tan difícil. Big Blag regresa nuevamente como el jefe de este nivel.
- 3 - Ropes n' Roper: Aquí las cosas empiezan a complicarse. Las Linda custodian la zona atacando con látigos, más adelante, los jugadores serán atacados por aves, cañones y trampas eléctricas, además de algunos sectores en los que se desplazan con cables. El jefe es Roper, puede golpear con la coraza de su arma o bien disparar repetidamente hasta eliminar al jugador, hay que permanecer agachado mientras dispara.
- 4 - Ratship Rumble: Sin duda una de las fases más desafiantes. Los jugadores estarán montados en una nave espacial, posee dos ataques: disparos repetidos y rápidos y un misil guiado al enemigo. El objetivo es destruir por completo la nave Colossus de Dark Queen, cada pieza destruida representa una dificultad aún mayor, hay que moverse mucho y esquivar todo tipo de ataques desde rocas, disparos, misiles, láseres hasta platillos voladores.
- 5 - Missile Mayhem: El resto de la nave destruida es un cohete gigante en dirección al planeta Tierra. Los jugadores se adentran en el mismo enfrentando a los enemigos comunes de ambas franquicias. En varias ocasiones se hace frente al General Slaughter. Robo-Manus vuelve a aparecer como jefe de este nivel, su aspecto está bastante cambiado y es aún más peligroso, puede atacar aplastando al jugador o a través de los láseres que salen de su cabeza.
- 6 - Shadow Boss Showdown: El cohete cae en la Tierra sin recibir impacto, sin embargo una misteriosa sombra aparece en el aterrizaje, forzando la dirección en el sótano de un almacén. Luego de una breve batalla, el jefe hace su aparición, Shadow Boss, quien puede atacar con puñetazos y rematar al jugador tomándolo del cuello, también se lanza con su cuerpo para embestir un golpe directo, además de usar su más peligroso ataque: convertirse en una enorme bola de pinchos y rodar continuamente alrededor de la pantalla para eliminar al jugador instantáneamente.
- 7 - Armageddon II - The Rematch: Una vez más, los Double Dragons y especialmente los Battletoads le hacen frente a Dark Queen quien se prepara para la revancha. Su forma de atacar es a través de bolas de fuego e incluso se desplaza por el suelo siendo invulnerable en ese estado, a medida que le hagan daño, se hará más agresiva y rápida, y por tanto más difícil de vencer. Una vez derrotada, vuelve a escapar en su nave jurando vengarse.

## Dificultad

### Versión SNES
El juego fue muy criticado en cuanto a su dificultad, llegando a calificarlo como muy difícil de completar. Consta de 7 niveles, de los cuales a partir del nivel 5 era muy difícil seguir avanzando. 